# Bitter hickory
Bitter hickory (Carya cordiformis) eller Bitter Hikkori er et stort, løvfældende træ med en kegleformet, ret smal krone og lange, lige grene. Veddet giver fint gavntømmer. Nødderne smager bittert, og kan ikke bruges som menneskeføde, men vildt og kreaturer æder dem gerne.

## Beskrivelse
Barken er først grøn med lyse barkporer. Senere bliver den lysegrå og glat, men til sidst er den furet med grå, skællede kamme og orangefarvede, snoede revner. Knopperne er spredte, slanke og gule med buet spids. 
Bladene er uligefinnede med omvendt ægformede småblade. Bladranden er skarpt savtakket med fremadvendte tænder. Oversiden er mørkt grøn og glat, mens undersiden er lyst gulgrøn med fine hår langs ribberne. Efterårsfarven er klart gul. Han- og hunblomsterne sidder hver for sig. Hanblomsterne i tregrenede rakler, hunblomsterne to-tre sammen. Frugterne er runde eller lidt pæreformede og gullige. Stenen i frugten rummer en krøllet kerne, som ligner de kendte pekannødder fra Carya illinoiensis.
Rodnettet består af kraftige, dybtgående rødder med mange, fine siderødder. 
Højde x bredde og årlig tilvækst: 25 x 10 m (50 x 20 cm/år).

## Hjemsted
Bitter hickory vokser i de sommervarme, blandede løvskove på Allegheny-bjergene i det nordøstlige USA. Sommernedbøren kan være sparsom, mens vintrene er snerige og meget kolde. Allegheny Portage Railroad National Historic Site ligger ca. 20 km vest for Altoona, Pennsylvania, USA. Her i de dale, banen blev anlagt gennem, vokser der blandede skove (domineret af især egearter), hvor arten findes sammen med bl.a. alleghenybærmispel, almindelig giftsumak, almindelig robinie, almindelig tulipantræ, amerikansk bøg, amerikansk humlebøg, amerikansk sassafras, Eurybia divaricata (en art af asters), feberbusk, glansbladet hæg, hvid hickory, hvidask, hvideg, høbregne, kanelbregne, klatrevildvin, rundbladet sarsaparil, rødeg, rødløn, Solidago caesia (en art af gyldenris), stribet løn, sukkerbirk, sukkerløn, virginsk troldnød og østamerikansk hemlock

## Note
1. ↑  National Park Service: Vegetation Inventory Project for Allegheny Portage Railroad National Historic Site. 2004-2007. Vegetation Classification and Characterization – grundig gennemgang af områdets vegetationstyper (engelsk)

| Portal | Portal:Botanik |